# سنترال إسبانيول
نادي سنترال إسبانيول لكرة القدم (بالإسبانية: Central Español Fútbol Club)‏ هو نادي كرة القدم أوروغواياني تأسس في 1905 ، يقع مقره الرئيسي في مونتفيدو، ويلعب في الدوري الأوروغواياني لكرة القدم.

## وصلات خارجية
- الموقع الرسمي